# Gurutzi Arregi Azpeitia
Gurutzi Arregi Azpeitia (Lemoa, Biscaia, 12 de novembre de 1936 - 6 de maig de 2020) va ser una etnògrafa basca. Fundadora i directora del Grup de Recerca Etnogràfica "Etniker-Bizkaia", que recull sistemàticament els materials etnogràfics del País Basc.

## Biografia
Es va llicenciar en Ciències Polítiques i Sociologia en la Universitat de Deusto. A la mateixa universitat es va doctorar amb la tesi Funció de l'ermita en el veïnatge tradicional de Bizkaia.
De 1972 a 1985 va treballar amb el sacerdot i antropòleg basc José Miguel de Barandiarán. Va fundar i va dirigir el Grup de Recerca Etnogràfica "Etniker-Bizkaia" que, des de 1973, recull sistemàticament els materials etnogràfics del País Basc. Coordina l'Atles Etnogràfic del País Basc amb l'ajut dels governs de la Comunitat Autònoma Basca i de la Comunitat Foral de Navarra. Dins d'aquest projecte s'han publicat els volums referents a Alimentació Domèstica (1991), Jocs Infantils (1993), Ritus Funeraris (1995), Ritus del Naixement al Matrimoni (1997), Ramaderia i Pasturatge en Vasconia (2000) i Medicina Popular (2004), entre d'altres.
Va fer cursos de l'Antropologia cultural a l'Escola de Magisteri d'Eskoriatza des de 1982 a 1984. Va ser directora del Departament d'Etnografia de l'Institut de Labayru de Bilbao i membre del Patronat que gestiona el Museu d'Arqueologia, Etnografia i Història de Bilbao de 1981 a 1989.
Va publicar també Inmemoriam del nostre mestre don José Miguel de Barandiarán, un homenatge a l'antropòleg Barandiarán amb motiu de la seva mort.
Se li va concedir el premi esment al Patrimoni Artístic de diòcesi de Bilbao "atenent primordialment la seva tasca de recopilació i recuperació del patrimoni material i immaterial i a la difusió del patrimoni artístic i cultural de la diòcesi de Bilbao".